# Arbuscula
Arbuscula is een geslacht van rechtvleugeligen uit de familie Pyrgomorphidae. De wetenschappelijke naam van dit geslacht is voor het eerst geldig gepubliceerd in 1905 door Bolívar.

## Soorten
Het geslacht Arbuscula  is monotypisch en omvat slechts de volgende soort:
- Arbuscula cambodjiana (Bolívar, 1905)